# 基德群島
基德群島（英語：Kidd Islands），是南極洲的群島，位於葛拉漢地西岸的盧貝海岸，處於達貝爾群島以南的達貝爾灣，以英國物理學家命名，現時由南極條約體系管理。